# Стенли куп плејоф 2009.
Стенли куп плејоф Националне хокејашке лиге (НХЛ) који је одигран 2009. године почео је 15. априла а завршио 12. јуна победом Питсбург пенгвинса над Детроит ред вингсима, резултатом 4-3 у финалној серији. Овим тријумфом, Питсбург пенгвинси стигли су до свог трћег Стенлијевог трофеја у овом такмичењу.
Шеснаест тимова који су се пласирали у плејоф, по осам из обе дивизије, играли су елиминаторни турнир у серијама на четири добијене утакмице кроз четири фазе такмичења (четвртфинале конференције, полуфинале конференције, финале конференције и Стенли куп финале). Овај формат се примењује од плејофа 1999. године.
Коламбус блу џекетси остварили су свој први пласман у плејоф, у девет година дугој историји. До ове сезоне, Коламбус је био једина активна франшиза којој ово није било пошло за руком. Тимови домаћини у првим утакмицама у серији остварили су заједно 13 победа од 15. Ово је био први пут да се утакмице нису играле у канадској покрајини Онтарио јер ни Отава сенаторси ни Торонто мејпл лифси нису успели да изборе пласман у елиминациону фазу сезоне.
Питсбург пенгвинси су постали тек други клуб који је од 1971. (Монтреал канадијанси) успео да освоји шампионат након пораза у прве две утакмице на гостовању.

## Учесници плејофа
У плејоф су се пласирали шампиони свих шест дивизија и по пет најбољих екипа из сваке конференције на основу коначне табеле након завршетка регуларног дела сезоне 2008/09, укупно 16 тимова, по осам из сваке конференције. Тимовима су додељене позиције 1-8 на основу пласмана у својој конференцији.
Њу Џерзи девилси (Атлантик), Вашингтон капиталси (Југоисток), Бостон бруинси (Североисток), Детроит ред вингси (Централ), Сан Хозе шаркси (Пацифик) и Ванкувер канакси (Северозапад) били су шампиони својих дивизија по завршетку лигашког дела сезоне 2008/09. Сан Хозе шаркси су освојили и трофеј Президентс као најбоље пласирани тим лигашког дела такмичења (117 бодова).
Тимови који су се квалификовали за Стенли куп плејоф 2009. следе испод.
| Шампиони источних дивизија |                                    |        |
| #                          | Клуб                               | Бодови |
| (1)                        | Бостон бруинси (Североисток)       | 116    |
| (2)                        | Вашингтон капиталси (Југоисток)    | 108    |
| (3)                        | Њу Џерзи девилси (Атлантик)        | 106    |
|                            |                                    |        |
| По пласману на Истоку      |                                    |        |
| #                          | Клуб                               | Бодови |
| (4)                        | Питсбург пенгвинси (Атлантик)      | 99     |
| (5)                        | Филаделфија флајерси (Атлантик)    | 99     |
| (6)                        | Каролина харикенси (Југоисток)     | 97     |
| (7)                        | Њујорк ренџерси (Атлантик)         | 95     |
| (8)                        | Монтреал канадијанси (Североисток) | 93     |

| Шампиони западних дивизија |                                |        |
| #                          | Клуб                           | Бодови |
| (1)                        | Сан Хозе шаркси (Пацифик)      | 117    |
| (2)                        | Детроит ред вингси (Централ)   | 112    |
| (3)                        | Ванкувер канакси (Северозапад) | 100    |
|                            |                                |        |
| По пласману на Западу      |                                |        |
| #                          | Клуб                           | Бодови |
| (4)                        | Чикаго блекхокси (Централ)     | 104    |
| (5)                        | Калгари флејмси (Северозапад)  | 98     |
| (6)                        | Сент Луис блуз (Централ)       | 92     |
| (7)                        | Коламбус блу џекетси (Централ) | 92     |
| (8)                        | Анахајм дакси (Пацифик)        | 91     |

## Распоред и резултати серија
| Четвртфинала конференција (прва рунда) |

| Источна конференција | Источна конференција | Источна конференција | Источна конференција | Источна конференција |
| -------------------- | -------------------- | -------------------- | -------------------- | -------------------- |
| (1)                  | Бостон бруинси       | 4-0                  | Монтреал канадијанси | (8)                  |
| (2)                  | Вашингтон капиталси  | 4-3                  | Њујорк ренџерси      | (7)                  |
| (3)                  | Њу Џерзи девилси     | 3-4                  | Каролина харикенси   | (6)                  |
| (4)                  | Питсбург пенгвинси   | 4-2                  | Филаделфија флајерси | (5)                  |

| Западна конференција | Западна конференција | Западна конференција | Западна конференција | Западна конференција |
| -------------------- | -------------------- | -------------------- | -------------------- | -------------------- |
| (1)                  | Сан Хозе шаркси      | 2-4                  | Анахајм дакси        | (8)                  |
| (2)                  | Детроит ред вингси   | 4-0                  | Коламбус блу џекетси | (7)                  |
| (3)                  | Ванкувер канакси     | 4-0                  | Сент Луис блуз       | (6)                  |
| (4)                  | Чикаго блекхокси     | 4-2                  | Калгари флејмси      | (5)                  |

| Полуфинала конференција (друга рунда) |

| Источна конференција | Источна конференција | Источна конференција | Источна конференција | Источна конференција |
| -------------------- | -------------------- | -------------------- | -------------------- | -------------------- |
| (1)                  | Бостон бруинси       | 3-4                  | Каролина харикенси   | (6)                  |
| (2)                  | Вашингтон капиталси  | 3-4                  | Питсбург пенгвинси   | (4)                  |

| Западна конференција | Западна конференција | Западна конференција | Западна конференција | Западна конференција |
| -------------------- | -------------------- | -------------------- | -------------------- | -------------------- |
| (2)                  | Детроит ред вингси   | 4-3                  | Анахајм дакси        | (8)                  |
| (3)                  | Ванкувер канакси     | 2-4                  | Чикаго блекхокси     | (4)                  |

| Финала конференција |

| Источна конференција | Источна конференција | Источна конференција | Источна конференција | Источна конференција |
| -------------------- | -------------------- | -------------------- | -------------------- | -------------------- |
| (4)                  | Питсбург пенгвинси   | 4-0                  | Каролина харикенси   | (6)                  |

| Западна конференција | Западна конференција | Западна конференција | Западна конференција | Западна конференција |
| -------------------- | -------------------- | -------------------- | -------------------- | -------------------- |
| (2)                  | Детроит ред вингси   | 4-1                  | Чикаго блекхокси     | (4)                  |

| СТЕНЛИ КУП ФИНАЛЕ |                    |     |                    |       |
| (З-2)             | Детроит ред вингси | 3-4 | Питсбург пенгвинси | (И-4) |

| Шампиони 2009.                    |
| --------------------------------- |
| Питсбург пенгвинси (трећа титула) |

## Статистика

### Тимови
| Клуб                 | ОУ | П  | И  | ГД | ГП | ГДУ  | ГПУ  | ИВ   | ИМ   |
| -------------------- | -- | -- | -- | -- | -- | ---- | ---- | ---- | ---- |
| Питсбург пенгвинси   | 24 | 16 | 8  | 79 | 64 | 3.29 | 2.67 | 20.6 | 83.3 |
| Детроит ред вингси   | 23 | 15 | 8  | 76 | 48 | 3.30 | 2.09 | 23.7 | 73.2 |
| Чикаго блекхокси     | 17 | 9  | 8  | 54 | 54 | 3.18 | 3.18 | 27.9 | 78.5 |
| Каролина харикенси   | 18 | 8  | 10 | 42 | 52 | 2.33 | 2.89 | 11.7 | 88.7 |
| Бостон бруинси       | 11 | 7  | 4  | 34 | 22 | 3.09 | 2.00 | 13.9 | 88.9 |
| Анахајм дакси        | 13 | 7  | 6  | 35 | 32 | 2.69 | 2.46 | 26.0 | 80.0 |
| Вашингтон капиталси  | 14 | 7  | 7  | 41 | 38 | 2.93 | 2.71 | 21.1 | 80.0 |
| Ванкувер канакси     | 10 | 6  | 4  | 30 | 28 | 3.00 | 2.80 | 25.0 | 82.3 |
| Њу Џерзи девилси     | 7  | 3  | 4  | 15 | 17 | 2.14 | 2.43 | 11.1 | 93.1 |
| Њујорк ренџерси      | 7  | 3  | 4  | 11 | 19 | 1.57 | 2.71 | 12.9 | 81.8 |
| Сан Хозе шаркси      | 6  | 2  | 4  | 10 | 18 | 1.67 | 3.00 | 16.7 | 78.3 |
| Филаделфија флајерси | 6  | 2  | 4  | 16 | 18 | 2.67 | 3.00 | 13.3 | 87.5 |
| Калгари флејмси      | 6  | 2  | 4  | 16 | 21 | 2.67 | 3.50 | 11.1 | 70.8 |
| Коламбус блу џекетси | 4  | 0  | 4  | 7  | 18 | 1.75 | 4.50 | 23.1 | 68.2 |
| Монтреал канадијанси | 4  | 0  | 4  | 6  | 17 | 1.50 | 4.25 | 0.0  | 75.0 |
| Сент Луис блуз       | 4  | 0  | 4  | 5  | 11 | 1.25 | 2.75 | 4.2  | 77.8 |

Статистика је преузета са званичног сајта НХЛ лиге.
(Легенда: ОУ-одигране утакмице; П-победе; И-изгубљене утакмице; ГД-дати голови; ГП-примљени голови; ГДУ-просек датих голова по утакмици; ГПУ-просек примљених голова по утакмици; ИВ-реализација играча више; ИМ-одбрана са играчем мање)